# Ispezione
L'ispezione nel diritto processuale penale è un mezzo di ricerca della prova tipico, in quanto previsto e disciplinato agli art. 244 e seguenti del codice di procedura penale. 
L'ispezione consiste in un accertamento che viene effettuato per descrivere e osservare persone, luoghi o cose allo scopo di ricercare tracce ed altri effetti materiali del reato. Tale accertamento tende a limitare talune libertà costituzionali (libertà personale, libertà domiciliare...) per cui la legge prevede delle garanzie sostanziali e procedimentali al fine di comprimere il meno possibile tali libertà. 
Gli organi competenti sono il pubblico ministero e il giudice.

## Casi e forme
L'art. 244 comma 1 prevede che l'ispezione può essere disposta dall'autorità giudiziaria quando occorre accertare le tracce e gli effetti materiali del reato. Si distingue dalla perquisizione, quindi, perché in quel caso si cerca un bene relativo al reato o l'oggetto del reato. Allo stesso modo di altri mezzi di ricerca della prova, si tratta di un atto strutturalmente irripetibile, ragion per cui, in virtù della sua natura, confluisce nel fascicolo del dibattimento. Si prevede anche che l'atto che dispone l'ispezione sia un decreto motivato (in ossequio al principio posto dall'articolo 125 c.p.p. in base al quale è la stessa legge processuale a prevedere "i casi in cui il provvedimento del giudice assume la forma della sentenza, dell'ordinanza, del decreto"). 
Il comma 2 dell'art. 244 recita: 
La menzione ai sistemi informatici e telematici rappresenta una grave fonte di novità, poiché trattasi di un nuovo mezzo di ricerca della prova, quello dell'ispezione informatica. Lo scopo di quest'ultima appare quello di impedire l'alterazione dei dati digitali.

## Norme particolari
Per quanto attiene alla ispezione di persone (personale) si prevede la facoltà del sottoposto ad accertamento di farsi assistere da persona di fiducia prontamente reperibile e idonea a tal scopo. La ispezione personale limita gravemente la libertà personale, per cui è necessario garantire nell'esecuzione dell'accertamento la dignità della persona e, fin dove sia possibile, anche il pudore di essa stessa. È possibile anche la partecipazione di un medico, la quale rende in quel caso facoltativa la presenza dell'autorità giudiziaria. La legge prevede che le ispezioni personali sono eseguite da persone dello stesso sesso di quella che vi è sottoposta, salvo che ciò sia impossibile o nei casi di urgenza, oppure quando le operazioni sono effettuate da chi esercita la professione sanitaria.
Per quanto attiene alla ispezione di luoghi (locale) si prevede l'obbligo di presentare all'imputato e al titolare della disponibilità del luogo sottoposto ad accertamento copia del decreto motivato che ha disposto il mezzo di ricerca della prova (si tratta del cosiddetto mandato). Inoltre, l'autorità giudiziaria ha il potere di ordinare che la persona o le persone a cui è destinata tale indicazione non si allontanino prima della fine delle operazioni, potendo altresì coattivamente ricondurre il trasgressore sul posto ex art. 246 comma 2.